# آيت علا (آيت فزاز)
آيت علا هو دُوَّار يقع بجماعة الصفاصيف، إقليم الخميسات، جهة الرباط سلا القنيطرة في المملكة المغربية. ينتمي الدوّار لمشيخة آيت فزاز التي تضم 3 دواوير. يقدر عدد سكانه بـ 657 نسمة حسب الإحصاء الرسمي للسكان والسكنى لسنة 2004.

## وصلات خارجية
- البوابة الوطنية للجماعات الترابية
- المندوبية السامية للتخطيط